# Aphelandra castanifolia
Aphelandra castanifolia là một loài thực vật có hoa trong họ Ô rô. Loài này được Britton ex Rusby mô tả khoa học đầu tiên năm 1900.